# Oriani-Klasse
Die Oriani-Klasse war eine Klasse von vier Zerstörern der Königlich Italienischen Marine, die im Zweiten Weltkrieg und teilweise danach zum Einsatz kamen.

## Allgemeines
Bei den Zerstörern der Oriani-Klasse handelt es sich um eine Weiterentwicklung der vier Zerstörer der Maestrale-Klasse, gebaut von 1931 bis 1934. Unterschiede der in den Abmessungen gleich gebliebenen Klasse waren eine um 4000 PS gesteigerte Antriebsleistung und Umstellung bzw. Verstärkung der Flugabwehrbewaffnung von zwei 4-cm-MK und vier 13,2-mm-MG auf vier 3,7-cm-MK und sechs 13,2-mm-MG. Die Zerstörer wurden nach den italienische Dichtern Alfredo Oriani, Vincenzo Gioberti, Giosuè Carducci und Vittorio Alfieri benannt, weshalb sie auch als Poeti-Klasse bezeichnet wurden und waren die Vorläufer der 17 Einheiten umfassenden Soldati-Klasse.

## Liste der Schiffe
|    | Name              | Bauwerft                     | Kiellegung       | Stapellauf         | Indienststellung | Verbleib                                                  |
| -- | ----------------- | ---------------------------- | ---------------- | ------------------ | ---------------- | --------------------------------------------------------- |
| OA | Alfredo Oriani    | Odero Terni Orlando, Livorno | 28. Oktober 1935 | 30. Juli 1936      | 15. Juli 1937    | Kriegsbeute Frankreich 1948                               |
| GB | Vincenzo Gioberti | Odero Terni Orlando, Livorno | 2. Januar 1936   | 19. September 1936 | 27. Oktober 1937 | versenkt am 9. August 1943 durch brit. U-Boot HMS Simoom  |
| CD | Giosuè Carducci   | Odero Terni Orlando, Livorno | 5. Februar 1936  | 28. Oktober 1936   | 1. November 1937 | versenkt am 28. März 1941 in der Schlacht bei Kap Matapan |
| AF | Vittorio Alfieri  | Odero Terni Orlando, Livorno | 4. April 1936    | 20. Dezember 1936  | 1. Dezember 1937 | versenkt am 28. März 1941 in der Schlacht bei Kap Matapan |

## Technische Beschreibung

### Rumpf
Der Rumpf eines Zerstörers der Oriani-Klasse war 106,7 Meter lang, 10,15 Meter breit und hatte bei einer Einsatzverdrängung von 2510 Tonnen einen mittleren Tiefgang von 3,42 Metern.

### Antrieb
Der Antrieb erfolgte drei ölbefeuerte Dampferzeuger – Kesseln des Thornycroft-Typs – und zwei Parsons-Getriebeturbinesätze mit denen eine Gesamtleistung von 48.000 PS (35.304 kW) erreicht wurde. Die Leistung wurde an zwei Wellen mit je einer Schraube abgegeben. Die Höchstgeschwindigkeit betrug 38 Knoten (70 km/h) und die maximale Fahrstrecke 2190 Seemeilen (4056 km) bei 18 Knoten, wofür 510 Tonnen Schweröl gebunkert werden konnten.

### Bewaffnung

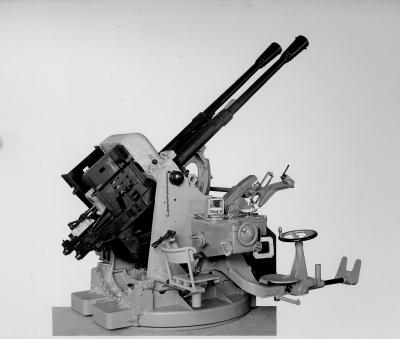
3,7 cm L/54 Breda Modell 38 in Doppellafette

#### Artillerie
Die Artilleriebewaffnung bestand aus vier 12-cm-Geschützen in Kaliberlänge 50 von OTO in zwei Doppellafetten. Diese befanden sich in Bootsmittellinie, eine vor dem Brückenaufbau und die andere auf dem achteren Deckshaus.

#### Flugabwehr
Die Flugabwehrbewaffnung bestand aus vier 3,7-cm-Maschinenkanonen von Breda und sechs 13,2-mm-Maschinengewehren Breda Modell 1931. Bedingt durch die starken alliierten Streitkräfte kam es später zu einer Verstärkung der Abwehrbewaffnung gegen Flugzeuge.

#### Torpedos
Die Torpedobewaffnung bestand aus zwei, um 360° schwenkbaren, Dreifachtorpedorohrsätzen im Kaliber 53,3 cm, welche Torpedos des Typs Si 270/533.4 x 7.2 "M" verschossen. Diese waren in Bootsmittellinie, zwischen dem Schornstein und dem achteren Deckshaus aufgestellt. Die Mitnahme von Reservetorpedos war nicht vorgesehen.

## Besatzung
Die Besatzung hatte eine Stärke von 207 Offizieren, Unteroffizieren und Mannschaften.